# Schöppenstuhl zu Leipzig
Der Schöppenstuhl zu Leipzig war ein amtliches Schöffengericht des Kurfürstentums und des Königreichs Sachsen.

## Geschichte
Der Leipziger Schöppenstuhl bestand bereits seit dem Mittelalter. Er befand in Straf- und Zivilsachen und entwickelte sich zu einer Spruchbehörde, das heißt, dass untergeordnete lokale Gerichte (meist Amtsgerichte) Rechtsauskünfte bei ihm einholen oder Urteile prüfen lassen konnten (Verspruch). Solche Spruchbehörden gab es im 16. Jahrhundert mehrere im Kurfürstentum Sachsen (zum Beispiel den Dohnaer Schöppenstuhl). In der zweiten Hälfte des 16. Jahrhunderts setzte sich weitgehend das Verfahren durch, dass die lokalen Gerichte ihre Gerichtsfälle, insbesondere die Strafsachen, vor der Verkündung eines Urteils an die dafür vorgesehenen Spruchkollegien zum Verspruch gaben.
Unter Kurfürst August wurde der Leipziger Schöppenstuhl 1574 zur amtlichen kursächsischen Spruchbehörde ernannt, die allen Untergerichten im Lande in Straf- und Zivilsachen zum Verspruch zur Verfügung stand. Andere Schöppenstühle wurden aufgelöst bzw. mit dem Leipziger vereinigt. Weitere Spruchbehörden wie das Oberhofgericht (Zivilsachen) und die Juristenfakultäten in Leipzig und Wittenberg blieben aber noch bestehen und konnten wahlweise genutzt werden.
Der Leipziger Schöppenstuhl wurde auch von außersächsischen Gerichten Mittel- und Ostdeutschlands in Anspruch genommen. Im Zuge der 1831 im Königreich Sachsen eingeleiteten Staatsreform und der damit verbundenen Umgestaltung des Gerichtswesens wurde der Leipziger Schöppenstuhl 1835 aufgelöst.